# NGTS-10
NGTS-10とは、スペクトル分類がK5Vの恒星である。1つの太陽系外惑星、NGTS-10bが周囲を公転していることが次世代トランジットサーベイ（NGTS）によって発見された。NGTS-10の年齢は約104億年とされている。
| 太陽 | NGTS-10   |
| ---- | --------- |
| 太陽 | Exoplanet |

## 惑星系
2019年9月26日、NGTS-10の周囲を公転している太陽系外惑星（ホット・ジュピター）、NGTS-10bが存在することを公表する論文がarXivに投稿された。NGTS-10bは次世代トランジットサーベイ（NGTS）によってトランジット法で発見された。NGTS-10bの公転周期はわずか約18.4時間と、以前までに発見されたホット・ジュピターの中では最も公転周期が短い惑星の1つである。主星から約0.0143天文単位離れた距離を公転しており、表面温度は約1332ケルビンである。また、フォローアップ観測は高精度視線速度系外惑星探査装置（HARPS）等によって行われた。
| 名称 （恒星に近い順） | 質量                  | 軌道長半径 （天文単位） | 公転周期 (日)   | 軌道離心率 | 軌道傾斜角 | 半径                  |
| --------------------- | --------------------- | ----------------------- | --------------- | ---------- | ---------- | --------------------- |
| b                     | 2.162+0.092 −0.107 MJ | 0.0143±0.001            | 0.7668944±3e-07 | 0          | 79±2°      | 1.205+0.117 −0.083 RJ |